# Піонерський (Зубово-Полянський район)
Піоне́рський (рос. Пионерский, ерз. Пионерский) — селище у складі Зубово-Полянського району Мордовії, Росія. Входить до складу Сосновського сільського поселення.
Населення — 12 осіб (2010; 24 у 2002).
Національний склад (станом на 2002 рік):
- росіяни — 42 %
- мордва — 37 %

Стара назва — Піонерлагер.